# Onderbuikgevoel
Het begrip onderbuikgevoel (meervoud: onderbuikgevoelens) wordt in negatieve zin gebruikt voor gevoelens en emoties die men als negatief ervaart. Het woord is in die zin een pejoratief.

## Ongunstige bijbetekenis
In deze betekenis worden onderbuikgevoelens doorgaans aan anderen toegeschreven; men gaat er zelden van uit dat men ze zelf heeft. De negatieve ervaring kan verschillende aspecten kennen:
- Het onderbuikgevoel wordt als weinig constructief ervaren. Betrokkene wordt daarmee impliciet of expliciet verweten dat hij slechts zijn eerste gevoel volgt, zich daarbij niet om anderen of om de maatschappij bekommert, en vaak ook dat hij zich door ongenoegen laat leiden zonder een poging te ondernemen de oorzaken van dat ongenoegen weg te nemen.
- Het onderbuikgevoel wordt als ondoordacht ervaren. Betrokkene wordt verweten dat hij zijn (onlust-, kritiek-)gevoelens ondergaat en eventueel uit, maar ze niet aan een verstandelijk onderzoek onderwerpt. Hij wordt daarmee gezien als iemand die “er maar wat uitflapt”, maar niet bij zichzelf te rade gaat omtrent de gevolgen of juist de oorzaken van zijn gevoelens.

## Individualisme
In de tweede helft van de twintigste eeuw heeft een aantal ontwikkelingen ertoe aanleiding gegeven dat het begrip “onderbuikgevoel” expliciet aan de orde werd gesteld.
- De toenemende individualisering leidde ertoe dat mensen steeds gemakkelijker hun gevoelens gingen uiten. Die hadden zij ongetwijfeld voorheen ook wel gehad, maar nu raakte het tonen van het eigen gevoel meer in zwang, en maatschappelijke aanvaardbaarheid (en maatschappelijke druk) gingen juist zwaarder wegen.
- De psychologisering van de maatschappij bracht met zich mee dat mensen hun gevoelens minder lieten onderdrukken door verstandelijke overwegingen. Het ondergaan en uiten van gevoelens werd als bevorderlijk voor de geestelijke gezondheid gezien.

In beide gevallen gaat het om gevoelens in het algemeen. De buik werd (in tegenstelling tot het hoofd, waar het verstand zetelde) vaak gezien als plaats waar deze gevoelens zich ophielden. Men sprak "vanuit de buik", waarmee bedoeld werd: op grond van het gevoel. 
Waren die gevoelens echter voor anderen weinig aanvaardbaar, of zelfs onsmakelijk, dan werd al spoedig van onderbuikgevoelens gesproken (niet van "buikgevoelens") en daarmee was de negatieve betekenis van het woord geboren. Waarin die negatieve associatie precies schuilt, is niet geheel duidelijk. Enerzijds wordt het voorvoegsel onder- vaker in negatieve zin gebruikt. Anderzijds is de onderbuik de plaats van de geslachtsdelen en uitscheidingsorganen, en benamingen van die lichaamsdelen komen veelvuldig voor in ongunstige zin.

## Intuïtie
Inmiddels heeft het woord ook een neutraler betekenis gekregen. Het wordt dan gebezigd in de zin van “intuïtie”: gevoel dat, zoals in de ongunstige betekenis, niet nader wordt doordacht. Maar nu is die ondoordachtheid juist een deugd, voor wie ervan uitgaat dat een teveel aan reflectie de spontaniteit kan doden. In de reclame bijvoorbeeld wordt er wel van uitgegaan dat juist onderbuikgevoelens in deze betekenis belangrijk zijn voor een effectieve communicatie. 
In deze betekenis is onderbuikgevoel geen pejoratief.